# Marcus Richter (Footballspieler)
Marcus Richter (* 22. Januar 1973) ist ein ehemaliger deutscher Footballspieler.

## Laufbahn
Richter, ein zweiter Meter messender Verteidigungsspieler, spielte bei den Hanau Hawks in der höchsten deutschen Spielklasse, der GFL. Er stand von 1998 bis 2001 bei Frankfurt Galaxy in der NFL Europe unter Vertrag. Im Jahr 2000 spielte er nach der Saison in der NFL Europe für die Hamburg Blue Devils in der Bundesliga. Im Juni 1998 verlor er mit der Mannschaft den World Bowl, das Endspiel der NFL Europe, gegen Rhein Fire. Im Jahr darauf erreichte Richter mit Frankfurt abermals das Endspiel, diesmal gewann er mit seiner Mannschaft (38:24 gegen die Barcelona Dragons). In der 2003er Saison spielte er für die Rhein-Main Razorbacks in der GFL. 2004 wechselte Richter, der Rechtswissenschaft studierte, zu den Marburg Mercenaries.
Richter war deutscher Nationalspieler: Bei der Europameisterschaft 2000 errang er mit der Auswahl die Silbermedaille.
Als Trainer gehörte er ab 2011 zum Stab der Marburg Mercenaries. Des Weiteren wurde er hauptverantwortlich für die Hessenauswahl zuständig.